# Commission internationale anglicane-catholique romaine
La commission internationale anglicane-catholique romaine (connue en anglais sous l'acronyme ARCIC) est une instance de dialogue œcuménique établie en 1967, un an après la rencontre historique entre l’archevêque de Canterbury Michael Ramsey et le pape Paul VI. Elle a pour but de faciliter la réunion ecclésiologique de la communion anglicane et de l'Église catholique romaine et d'adopter des positions communes dans les débats sociaux et éthiques.

## La première phase des discussions (ARCIC - I)
Des réunions préliminaires ont eu lieu en Italie, en Angleterre et à Malte, où fut adopté le rapport de Malte.
La première phase des discussions œcuméniques fut tenue sous les auspices des évêques Henry McAdoo, archevêque anglican de Dublin, et Alan Clark, évêque catholique d'Est Anglie. Une déclaration commune fut signée en 1971 sur le thème de « la doctrine eucharistique ». D'autres débats suivent, au sujet du « ministère et de l'ordination » conclu par une déclaration commune en 1973, puis de « l'autorité dans l'Église » qui donne lieu à deux déclarations en 1976 et 1981. L'ensemble est regroupé en un rapport final qui sera publié en 1981. Ce document est ratifié par la communion anglicane lors de la conférence de Lambeth de 1988, parlant d'accord substantiel avec la foi des anglicans. 
L'Église catholique donne sa propre réponse en 1991. Si elle salue les travaux accomplis et les points d'accord dégagés, elle constate qu'un tel accord n'est pas possible sur tous les points soumis à la commission, et qu'« il reste entre anglicans et catholiques des différences importantes concernant des éléments essentiels de la foi catholique. ». Certains commentateurs de tendance conservatrice ont considéré qu'il s'agissait d'un désaveu des travaux de l'ARCIC. Selon eux, cet échec est dû à la volonté pressante des représentants catholiques de conclure un accord, fût-ce au prix de formulations d'une inacceptable ambiguïté,.

## La deuxième phase des discussions (ARCIC - II)
La deuxième phase des discussions eut lieu à partir de 1983 avec les représentants anglicans Mark Santer (en) (évêque de Birmingham), puis Frank Griswold (évêque président de l'Église épiscopale des États-Unis), et enfin Peter Carnley (archevêque de Perth et primat d'Australie). La partie catholique est dirigée par Cormac Murphy-O'Connor évêque d'Arundel et Brighton puis Alexander Joseph Brunett, archevêque de Seattle. Les sujets de dialogue incluent alors la sotériologie (déclaration sur « Le Salut et l’Église » de 1986), la communion ecclésiale (« La vie en Christ : morale, communion, Église » en 1993). En 1999 est publiée une troisième déclaration commune sur l'autorité magistérielle. En 2005 est abordé le rôle de Marie en tant que Theotokos (« Marie : Grâce et espérance dans le Christ », 2005). 
{Un document publié en 2007 acheva cette deuxième série de discussions en demandant à la partie anglicane de réfléchir davantage au rôle donné au pontife romain en tant qu'arbitre suprême ecclésiastique.

## Les difficultés
Toutefois, les travaux de la commission ont été paralysés depuis au moins 1993 lorsque l'Église d'Angleterre a voté en faveur de l'ordination des femmes. Les discussions ont été interrompues en 2003 lorsque l'évêque homosexuel Gene Robinson fut élu à la tête du diocèse épiscopalien du New Hampshire. Contre l'avis de la majorité de la Communion anglicane et notamment de l'archevêque de Canterbury, l'évêque président Frank Griswold consacre Robinson, mais il démissionne alors de son poste de président de la partie anglicane dans les discussions ARCIC.
De plus, la question des femmes évêques divise actuellement la communion anglicane de l'intérieur, ce qui oblige en pratique à interrompre le dialogue avec la hiérarchie catholique.
Certains commentateurs ont vu dans la publication de la constitution apostolique Anglicanorum Coetibus permettant l'intégration de groupes d'anglicans au sein de l'Église catholique romaine un abandon de la démarche de discussions bilatérales. En novembre 2009, le pape Benoît XVI et l'archevêque de Canterbury Rowan Williams annoncent cependant leur souhait de voir une troisième session de discussions ARCIC se mettre en place . Le cardinal Levada confirme que les deux démarches seront poursuivies de front et indique que le mandat d'ARCIC III est de « faire avancer le dialogue bilatéral, sur le thème "Eglise comme Communion - locale et universelle", y compris le discernement de questions éthiques à ces deux niveaux et sur leur interaction ».

## La troisième phase des discussions (ARCIC - III)
La troisième phase de discussions démarre le 17 mai 2011. Elle est hébergée par la communauté monastique œcuménique de Bose. Les groupes catholique et anglican sont présidés respectivement par l'archevêque de Birmingham Bernard Longley  et l'archevêque de Nouvelle-Zélande David Moxon (en). Les thèmes choisis sont les questions d'ecclésiologie, et la façon de discerner l'enseignement juste en matière d'éthique, à la fois aux niveaux local et universel. Les discussions comptent dix-huit participants, dont cinq femmes. La nomination de Bernard Longley, réputé théologien pointu et conservateur, est salué par la chroniqueuse religieuse Ruth Gledhill comme un indice du sérieux avec lequel Rome envisage la discussion.